# Peter Skene Ogden
Peter Skene Ogden (también llamado Skeene, Skein o Skeen) (bautizado el 12 de febrero de 1790 — 27 de septiembre de 1854), fue un comerciante de pieles y explorador canadiense de lo que ahora es la Columbia Británica y el  Oeste de Estados Unidos (durante sus numerosas expediciones exploró parte de los actuales estados de Oregón, Washington, Nevada, California, Utah, Idaho y Wyoming), recordado por haber llegado a ser un importante empleado de la Compañía de la Bahía de Hudson que estableció y dirigió varios puestos comerciales, en especial Fort Simpson (Territorios del Noroeste).

## Biografía
No se conoce con exactitud su año de nacimiento, que pudo ser 1774, 1784, o 1790. Era hijo de Isaac Ogden, juez de Quebec, y de Sarah Hanson. Tras una breve temporada con la American Fur Company, se incorporó en 1809 a la Compañía del Noroeste (North West Company, o NWC). Su primer puesto de trabajo fue en Ile-a-la-Crosse (hoy Saskatchewan), en 1810, y en 1814 trabajó en un puesto comercial en Green Lake (Saskatchewan), unas 100 millas al sur. 
Ogden tuvo frecuentes enfrentamientos con empleados de la Compañía de la Bahía de Hudson (Hudson Bay Company, o HBC) la compañía británica peletera rival, y llegó a la violencia física en varias ocasiones. En 1816, varios empleados de la HBC refirieron que Ogden había matado a un indio que había comerciado con ellos. No sólo había resultado muerto, sino que fue «masacrado del modo más cruel», según James Bird, agente de la HBC. Aunque muchos de sus compañeros de trabajo aceptaban todo esto debido a las duras condiciones de vida en el Noroeste, la HBC opinaba que Ogden era un hombre peligroso, cuyas acciones eran deplorables, especialmente considerando que se trataba del hijo de un juez. Ogden fue culpado de asesinato, y la Compañía del Noroeste le trasladó más hacia el Oeste, en un intento de evitar futuras disputas con la HBC. A partir de entonces, y durante varios años, sirvió en puestos en el territorio de los actuales Oregón, Washington y la Columbia Británica. 
Cuando ambas compañías británicas dedicadas al comercio de pieles fueron obligadas a fusionarse en 1821 en la HBC, los rectores tuvieron un dilema. Desconfiaban enormemente de Ogden, pero finalmente consintieron en que no había hecho más que otros en situaciones similares durante las «guerras del comercio de pieles» y le nombraron jefe comercial en la zona del río Snake, en el Departamento de Columbia en 1823. Entre 1824 y 1830, Ogden salió en diversas expediciones para explorar la región del río Snake y conseguir pieles para su compañía. Esas campañas fueron las siguientes:
- 1824-25: Ogden lideró un grupo que expandió la influencia de la HBC a lo largo del río Snake hacia el este, llegando al río Bitterroot en la actual Montana, y al sur hasta el río Bear, en Utah.
- 1825-26: Viajando al sur desde el río Columbia al río Deschutes, en Oregón, Ogden después volvió hacia el este y viajó a través de las montañas Blue (en el actual estado de Oregón) hasta el río Snake.
- 1826-27: Desde Walla Walla, en el actual Washington, la expedición también exploró el río Deschutes, siguiéndolo hasta el lago Klamath y un área cercana al monte Shasta, en el norte de California.
- 1828-29: Ogden exploró el Gran Lago Salado y vivió un tiempo en la región del río Weber, cerca de la actual ciudad de Ogden, Utah, que recibió en su honor su nombre. Exploró áreas de la Great Basin, siguiendo el río Humboldt hasta su desagüe seco en la actual Nevada. La partida viajó a través de la Gran Cuenca, a lo largo del este de Sierra Nevada, alcanzando la orilla norte del golfo de California. (Jedediah Strong Smith), otro cazador de pieles y explorador estadounidense, había cruzado la Gran Cuenca un año y medio antes, en 1827, desde Sierra Nevada cerca del Paso Ebbetts (condado de Alpine).[2] La partida viajó a través de la Gran Cuenca siguiendo las estribaciones orientales de Sierra Nevada, atravesando el desierto de Mojave de la entonces mexicana Alta California (hoy California), y llegando a la orilla norte del golfo de California, en la Baja California.)

Las expediciones fueron una aventura exitosa para la Compañía de la Bahía de Hudson, aunque tuvieron algunos problemas, incluido un ataque de los indios Mojave cerca del golfo de California.
En 1830, Ogden fue enviado al norte para establecer un nuevo puesto de la HBC, que se llamó Fort Simpson, cerca de la boca del río Nass, en la Columbia Británica. También estableció un puesto de avanzada en la costa sur de Alaska. Durante la década de 1840, administró un puesto de pieles en Fort Vancouver y desde ese puesto Ogden luchó con éxito contra la competencia, y negoció con provecho con las tribus nativas locales, incluyendo a los cayuse.
In 1847 Ogden evitó una guerra india y negoció felizmente por la vida de 49 colonos tomados como esclavos por los cayuses y umatilla después de la masacre Whitman.
Ogden se retiró a Oregon City con una de sus varias esposas nativas. De su contacto con las tribus nativas escribió unas memorias tituladas Traits of American Indian Life and Character. By a Fur Trader [Rasgos de la vida de los indios americanos y carácter. Por un comerciante de pieles]. El libro se publicó póstumamente en 1855.

## Legado

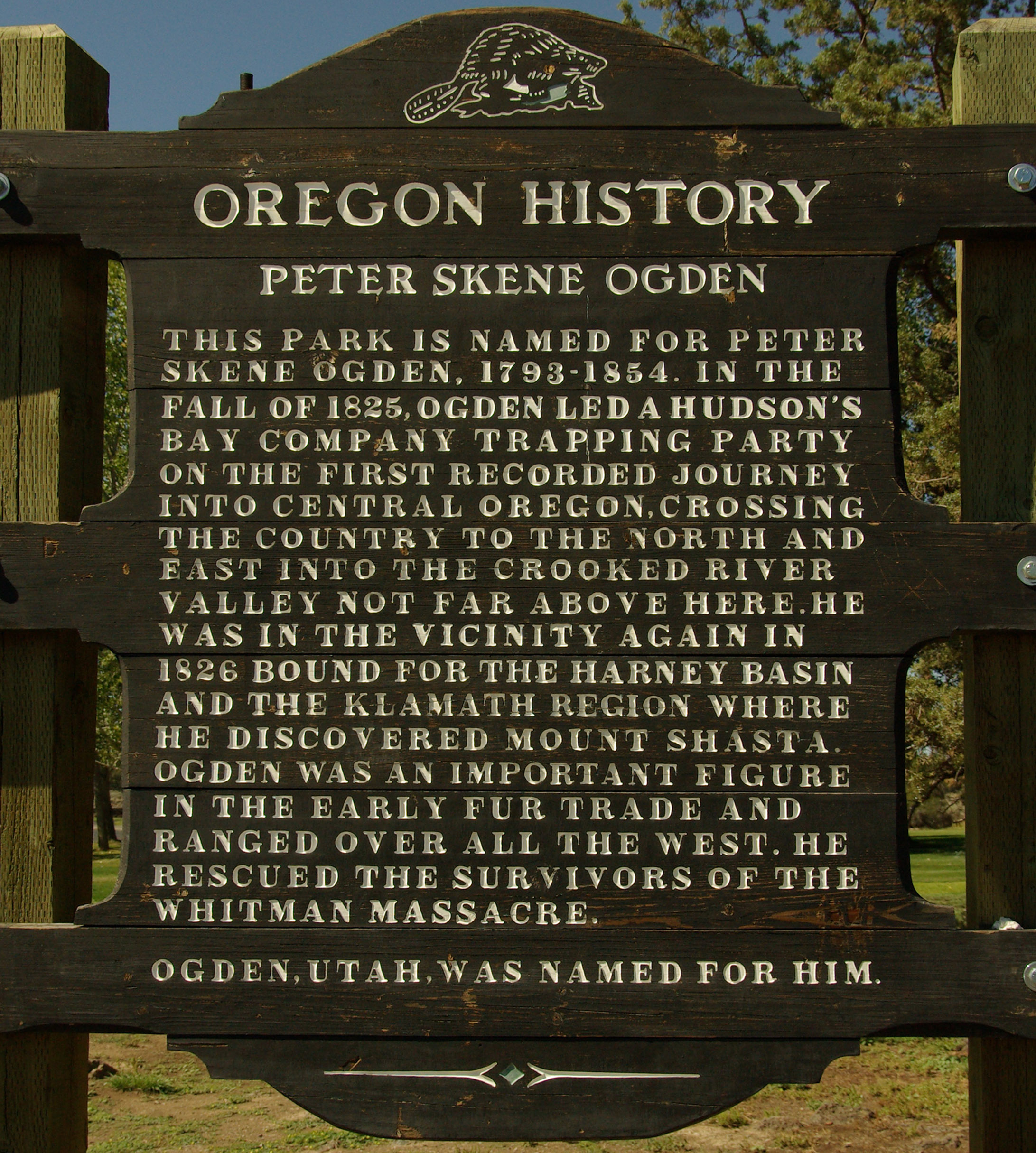
Panel con la historia de Peter Skene Ogden, en el parque estatal homónimo, en Oregón (Peter Skene Ogden State Scenic Viewpoint).

Varios lugares que Ogden exploró o en los que vivió han sido nombrados en su honor, como el río Ogden, un corto río de apenas 56 km en Utah; la ciudad de Ogden, en Utah, de 82.825 habitantes en 2010; el Peter Skene Ogden State Scenic Viewpoint, en el condado de Jefferson (Oregón); y Ogden Point, en Victoria (Columbia Británica).
También llevan su nombre varias escuelas, como la Peter Skene Ogden Secondary School en 100 Mile House, (Columbia Británica), o la Peter S. Ogden Elementary School, en Vancouver (Washington).